# Michael Thomas Ford
Michael Thomas Ford (* 1. Oktober 1968) ist ein US-amerikanischer Autor.

## Leben
Ford veröffentlichte als Schriftsteller mehrere Werke. Unter dem Pseudonym  Isobel Bird schreibt Ford Bücher für Kinder und Jugendliche. Ford wohnt mit seinem Partner in Ohio.

## Werke (Auswahl)
- Forgotten City
- Lost Horizon
- Looking for It
- Full Circle
- Frightville, Serie
- Circle of Three, Serie
- The Eerie, Indiana, Serie
- Changing Tides
- The Road Home
- Lily
- Jane Bites Back
- Jane Goes Batty
- Alec Baldwin doesn't love me
- That's Mr. Faggot to You
- What We Remember
- Manila Luzon
- Sharon Needles, Devils Deck
- My Queer Life, Essaysammlung
- The Little Book of Neurones
- Masters of Midnight
- Love & Other Curses
- Suicide Notes

## Auszeichnungen und Preise (Auswahl)
- Lambda Literary Award
- Nominierung Bram Stoker Awards 1998